# Ремейлер
Ремейлер (англ. remailer) — це сервер, що одержує повідомлення електронної пошти й переправляє його за адресою, вказаною відправником. В процесі переадресації вся інформація про відправника знищується, тому кінцевий одержувач позбавлений можливості з'ясувати, хто є автором повідомлення. Деякі з ремейлерів дозволяють також шифрувати листи й вказувати фіктивну адресу відправника, але більшість з них прямо вказують у заголовку, що електронне повідомлення анонімне. В якості ремейлерів можуть виступати спеціалізовані вебсайти, відкриті SMTP-сервери і анонімні мережі на зразок Mixminion.

## Види ремейлеров
Ремейлери діляться на анонімні і псевдо-анонімні.
При використанні псевдо-анонімного ремейлера, його оператор знає адресу електронної пошти, яка необхідна для отримання відповіді на лист. Таємниця зв'язку повністю залежить від оператора, який може стати жертвою погроз, шантажу або соціальної інженерії. Перевагою псевдо-анонімних ремейлерів є їх юзабіліті, за яке користувач розплачується меншою захищеністю.
Анонімні ремейлери забезпечують найвищу секретність, але при цьому вони й складніші у використанні. Їх оператори не можуть знати, які дані пересилаються через них, а тому немає гарантії своєчасної доставки повідомлення, яке може й зовсім загубитися. В обмін на високий час очікування анонімні ремейлери досить надійно приховують від сторонніх очей реальний адресу і вміст повідомлення.